# G-A-Y
G-A-Y es un club nocturno gay de larga trayectoria, con sede en Charing Cross, Londres. Comenzó en 1976 y durante muchos años tuvo su sede en el London Astoria.
Se le considera uno de los mejores bares gais del centro Londres. El club ha sido escenario de artistas nacionales e internacionales como Leona Lewis, Lady Gaga, Britney Spears, Enrique Iglesias, Madonna, entre otros.

## Historia
G-A-Y comenzó en 1976 en el club Sundown, en el sótano del London Astoria (luego LA2) como un evento de lunes por la noche llamado Bang!. Fue iniciado por los promotores de clubes Norman Scott, Damien Tony y Jerry Collins, quienes trabajaron como DJ bajo el nombre de Gary London. Durante la década de 1980, Bang! (que para entonces también se había expandido a los sábados por la noche) y Propaganda (los jueves por la noche) estaba a cargo del promotor de clubes gay y DJ Colin Peters (Peter Daubeney), cuyo hermano Jamie continuó como promotor durante un período después de su muerte. A principios de la década de 1990, Bang! fue adquirida por el DJ y promotor Jeremy Joseph, anteriormente empleado de Peters, quien cambió el nombre a G-A-Y. En este punto, G-A-Y amplió su programación de eventos, alojando en el LA2 los lunes y jueves y en el London Astoria los viernes y sábados.
Operó desde el local de música London Astoria durante 15 años hasta julio de 2008. The Boston Globe lo describió como "la noche de club con temática gay más grande de Londres", NME informó que "atrae a 6000 clubbers cada semana", y The Independent lo describió como "el único concierto de Londres que realmente importa" para "las estrellas del pop de hoy".
G-A-Y está asociado con G-A-Y Bar y G-A-Y Late. El 13 de agosto de 2007, MAMA Group compró una participación importante en la marca. El viernes 3 de octubre de 2008, G-A-Y se trasladó al famoso local gay Heaven, que MAMA Group había adquirido unas semanas antes, el 22 de septiembre de 2008.

## El álbum GAY
En 2000, se lanzó un álbum recopilatorio de 40 pistas, con canciones de algunos de los artistas que habían aparecido en G-A-Y. Se llevó a cabo una campaña promocional en las semanas previas al lanzamiento, incluidos anuncios de radio y televisión, una campaña de carteles a nivel nacional y anuncios en revistas tanto en la prensa gay como en la de adolescentes.[cita requerida] .
El sábado 1 de julio de 2000, se realizó un espectáculo en G-A-Y para promocionar el lanzamiento del álbum. Se realizaron siete actos que aparecieron en el álbum. Estos actos fueron Shola Ama, All Saints, Bananarama, Dina Carroll, Billie Piper, Honeyz y Louise. Cada acto interpretó solo una canción, además de Louise, quien también interpretó su nuevo sencillo "2 Faced".
El álbum G-A-Y fue lanzado el lunes 3 de julio de 2000 y alcanzó el puesto 18 en la lista de compilaciones del Reino Unido.[cita requerida]

## Marca G-A-Y
La marca G-A-Y se ha expandido a otros dos bares en la misma área: G-A-Y Late (ubicado cerca del antiguo sitio de Astoria) y el bar G-A-Y (ubicado cerca de Old Compton Street en Soho). En abril de 2011, la marca G-A-Y llegó al pueblo gay de Canal Street en Manchester, con la apertura de un bar G-A-Y en el antiguo local de Spirit Bar. El 28 de octubre de 2021, Jeremy Joseph anunció que G-A-Y Manchester se vendería a Lee Kellow como una franquicia G-A-Y. Jeremy Joseph sigue siendo el propietario de G-A-Y Bar, G-A-Y Late & Heaven.

## Controversias
En 2011, Joseph tuiteó que las personas heterosexuales no eran bienvenidas a un concierto de One Direction y dijo: "Mi deseo de cumpleaños es que las niñas se den cuenta de que G-A-Y es un club de lesbianas y gays, por lo que solo hay una dirección y esa no es una dirección para ellas".
Joseph también fue acusado de racismo después de culpar a los "somalianos" (sic) del aumento de la delincuencia en el Soho; esto provocó críticas de grupos LGBTI negros y del sur de Asia.
En marzo de 2019, el personal le negó la entrada a la comediante Rosie Jones, que tiene parálisis cerebral, a uno de sus clubes nocturnos porque creían que estaba borracha. El propietario Jeremy Joseph luego se disculpó en Twitter.
A principios de 2022, se informó que G-A-Y Bar recibió la calificación de higiene más baja de '1' por parte del Ayuntamiento de Westminster luego de una inspección en noviembre de 2021 después de encontrar moscas de la fruta, máquinas de hielo cubiertas de moho y cargadas de bacterias, y sistemas de filtración de agua. que no se había limpiado ni reparado durante 5 años.

## Presentaciones
Artistas que se han presentado en el club:

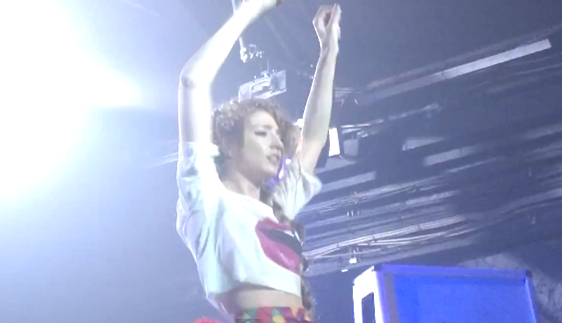
Nicola Roberts.
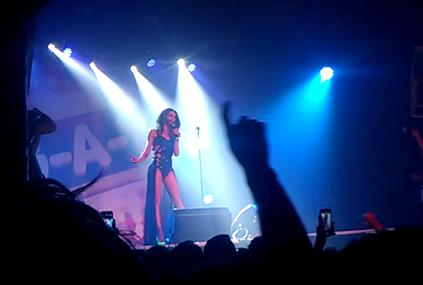
Conchita Wurst.
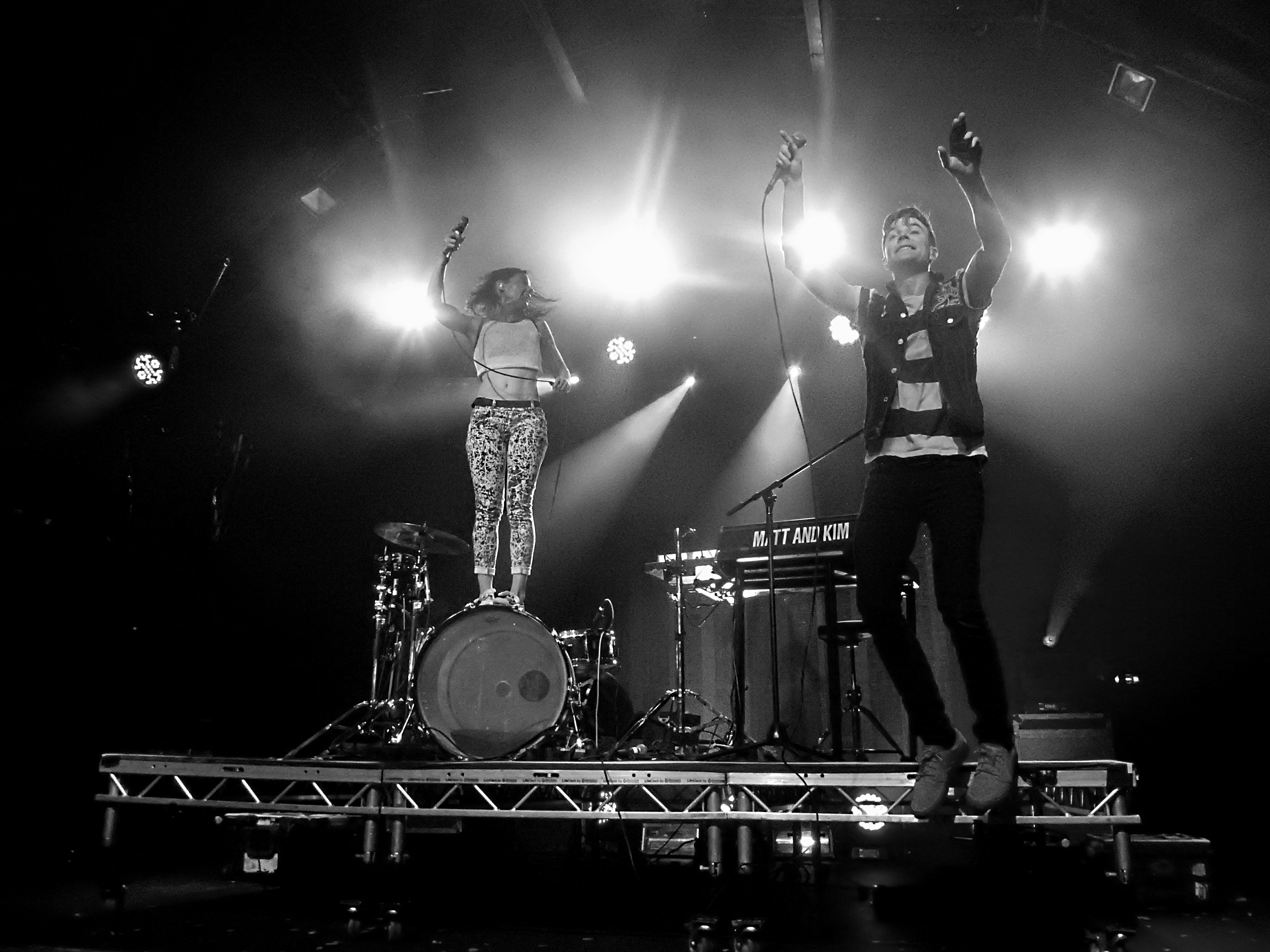
Matt & Kim.

- Anastacia[16]
- B*Witched[17]
- Britney Spears[18]
- Ellie Goulding[19]
- Enrique Iglesias[20]
- Lady Gaga[21]
- Leona Lewis[22]
- Madonna[23]
- Marina and the Diamonds[24]
- McFly[25][26]
- Olly Murs[27]
- One Direction[28]
- The Human League[29]